# Nerax fortis
Nerax fortis là một loài ruồi trong họ Asilidae. Nerax fortis được Walker miêu tả năm 1855.